# Arrondissement administratif de Nivelles
Pour les articles homonymes, voir Arrondissement de Nivelles.
L'arrondissement administratif de Nivelles est un arrondissement administratif de Belgique qui recouvre la totalité du territoire de la province du Brabant wallon en Région wallonne. C'est le seul arrondissement administratif en Belgique à recouvrir entièrement une province.
La population de l'arrondissement s'élevait à 415 381 habitants au 1er janvier 2025, soit une densité de population de 378 habitants au km2. Il existe aussi un arrondissement judiciaire de Nivelles de même superficie.

## Histoire
Il est l'héritier de l'arrondissement de Nivelles créé sous le Premier Empire comme subdivision du département de la Dyle et qui cessa d'exister en tant qu'arrondissement français le 11 avril 1814.
La Belgique, annexée au nouveau royaume des Pays-Bas, reprend cependant les structures administratives de l'époque napoléonienne, et l'ancien département de la Dyle devient en 1815 la « province du Brabant-Méridional », puis après l'indépendance belge en 1830, la « province du Brabant ».
En 1823, les communes de Biez, Bonlez, Dion-le-Mont, Dion-le-Val, Archennes, Nethen, Tourinnes-la-Grosse, Hamme-Mille, Longueville, Nodebais, Piétrebais, Bossut-Gottechain, Linsmeau et Grez-Doiceau furent détachées de l'arrondissement administratif de Louvain afin de faire correspondre la frontière de l'arrondissement avec la frontière linguistique. Les communes suivantes furent détachées de l'arrondissement de Bruxelles : Couture-Saint-Germain, Genval, Lasne-Chapelle-Saint-Lambert, Ohain, Rixensart, Rosières et La Hulpe ; tandis qu’à ce même arrondissement furent transférées les communes suivantes : Gammerages, Haute-Croix, Hérinnes, Herfelingen, Oetingen, Tollembeek et Vollezele.
La loi du 2 août 1963, officialisant la création de la frontière linguistique, place l'arrondissement de Nivelles dans la région de langue française. Au même moment, son territoire est agrandie à la suite du rattachement des communes de Bierghes, Saintes et d'une partie d'Overijse détachées de l'arrondissement de Bruxelles ; Ainsi que des communes de Neerheylissem, Opheylissem, L'Écluse et Zétrud-Lumay détachées de l'arrondissement de Louvain.
En 1977, lors de la fusion des communes, Noville-sur-Mehaigne fut transféré à l'arrondissement administratif de Namur.
Le 1er janvier 1995, l'arrondissement est transformé en une nouvelle province du Brabant wallon, née de la scission de la province du Brabant.

## Districts et cantons
- district de Nivelles
  - Genappe
  - Nivelles
- district de Wavre
  - Jodoigne
  - Perwez
  - Wavre

## Communes et leurs sections

### Communes

Les communes de l'arrondissement.

- Beauvechain
- Braine-l'Alleud
- Braine-le-Château
- Chastre
- Chaumont-Gistoux
- Court-Saint-Étienne
- Genappe
- Grez-Doiceau
- Hélécine
- Incourt
- Ittre
- Jodoigne
- La Hulpe
- Lasne
- Mont-Saint-Guibert
- Nivelles
- Orp-Jauche
- Ottignies-Louvain-la-Neuve
- Perwez
- Ramillies
- Rebecq
- Rixensart
- Tubize
- Villers-la-Ville
- Walhain
- Waterloo
- Wavre

### Sections
- Archennes
- Autre-Église
- Baisy-Thy
- Baulers
- Beauvechain
- Bierges
- Bierghes
- Biez
- Bomal
- Bonlez
- Bornival
- Bossut-Gottechain
- Bousval
- Braine-l'Alleud
- Braine-le-Château
- Céroux-Mousty
- Chastre-Villeroux-Blanmont
- Chaumont-Gistoux
- Clabecq
- Corbais
- Corroy-le-Grand
- Cortil-Noirmont
- Court-Saint-Étienne
- Couture-Saint-Germain
- Dion-le-Mont
- Dion-le-Val
- Dongelberg
- Énines
- Folx-les-Caves
- Geest-Gérompont-Petit-Rosière
- Genappe
- Gentinnes
- Genval
- Glabais
- Glimes
- Grand-Rosière-Hottomont
- Grez-Doiceau
- Hamme-Mille
- Haut-Ittre
- Hévillers
- Houtain-le-Val
- Huppaye
- Incourt
- Ittre
- Jandrain-Jandrenouille
- Jauche
- Jauchelette
- Jodoigne
- Jodoigne-Souveraine
- L'Écluse
- La Hulpe
- Lasne-Chapelle-Saint-Lambert
- Lathuy
- Lillois-Witterzée
- Limal
- Limelette
- Linsmeau
- Longueville
- Loupoigne
- Mélin
- Malèves-Sainte-Marie-Wastines
- Maransart
- Marbais
- Marilles
- Mellery
- Monstreux
- Mont-Saint-André
- Mont-Saint-Guibert
- Neerheylissem
- Nethen
- Nivelles
- Nil-Saint-Vincent-Saint-Martin
- Nodebais
- Noduwez
- Ohain
- Oisquercq
- Ophain-Bois-Seigneur-Isaac
- Opheylissem
- Opprebais
- Orbais
- Orp-le-Grand
- Ottignies
- Perwez
- Piétrain
- Piétrebais
- Plancenoit
- Quenast
- Ramillies-Offus
- Rixensart
- Rebecq
- Rosières
- Roux-Miroir
- Saintes
- Saint-Géry
- Sart-Dames-Avelines
- Saint-Jean-Geest
- Saint-Remy-Geest
- Thines
- Thorembais-les-Béguines
- Thorembais-Saint-Trond
- Tilly
- Tourinnes-la-Grosse
- Tourinnes-Saint-Lambert
- Tubize
- Vieux-Genappe
- Villers-la-Ville
- Virginal-Samme
- Walhain-Saint-Paul
- Waterloo
- Wauthier-Braine
- Wavre
- Ways
- Zétrud-Lumay

## Démographie
- Source: Statbel - De 1806 à 1970, population au 31 décembre; depuis 1980, nombre d'habitants au 1er janvier[1]